# تپه ارگز
تپه ارگز مربوط به سده‌های میانه دوران‌های تاریخی پس از اسلام است و در شهرستان رزن، بخش مرکزی، دهستان رزن، روستای نوار واقع شده و این اثر در تاریخ ۲۷ بهمن ۱۳۸۷ با شمارهٔ ثبت ۲۴۶۲۰ به‌عنوان یکی از آثار ملی ایران به ثبت رسیده است.